# Altovise Davis
Altovise Davis, nata Altovise Gore (Charlotte, 30 agosto 1943 – Los Angeles, 14 marzo 2009), è stata un'attrice statunitense.

## Biografia
Terza moglie di Sammy Davis Jr., era originaria di Charlotte, Carolina del Nord, e lavorò durante gli anni sessanta come ballerina di fila in diversi spettacoli musicali a Londra e a Broadway. La sua relazione con Sammy Davis Jr. iniziò nel 1968, mentre lavoravano nello stesso spettacolo. La coppia si sposò nel 1970 in una cerimonia officiata dal reverendo Jesse Jackson. Il loro matrimonio è durato fino alla morte di Sammy Davis Jr. nel 1990. Negli anni settanta e ottanta Altovise Davis collezionò qualche apparizione in episodi di serie televisive famose come Charlie's Angels e CHiPs.

## Filmografia parziale
- Arrow Beach - La spiaggia della paura (Welcome to Arrow Beach), regia di Laurence Harvey (1974)
- Can't Stop the Music, regia di Nancy Walker (1980)